# 西布利 (北达科他州)
西布利（英語：Sibley），是美国北达科他州下属的一座城市。根据2010年美国人口普查，该市有人口30人。